# حديقة جيرما للحيوانات
حديقة الحيوانات جرمة تقع في بلدية جرمة بولاية باتنة في الجزائر.
تقع الحديقة أسفل منتزه بيلزما الوطني. وهي تتكون من المستنقعات الخاصة بهذه المنطقة والحيوانات بما في ذلك أنواع معينة متوطنة في المنطقة.

## اليوم العالمي للأراضي الرطبة
يتم الاحتفال في هذه الحديقة، وحديقة بلزمة، باليوم العالمي للأراضي الرطبة بالتعاون مع مركز الحفاظ على الغابات بباتنة وقسم الأحياء بجامعة باتنة ( حاج لخضر ) .